# Samuele Buttarelli
Samuele Buttarelli (Genua, 2 mei 1992) is een autocoureur uit Italië.

## Carrière

### Master Junior Formula
Buttarelli begon zijn eenzitterscarrière in de Spaanse Master Junior Formula in 2007. Hij nam deel aan slechts drie van de 21 races en werd 23ste in het kampioenschap.

### Formule Renault 2.0
In 2008 stapte Buttarelli over naar de Formule Renault in de Italiaanse Formule Renault 2.0 en in de Zwitserse Formule Renault 2.0, beiden voor het team Cram Competition.
In het Italiaanse kampioenschap nam hij deel aan de eerste tien races voordat hij het kampioenschap verliet, met als beste resultaat een tiende plaats in Misano. In het Zwitserse kampioenschap nam hij deel aan zes races, met als beste resultaat een zesde plaats in Hockenheim.

### Formule 3
In 2009 stapte Buttarelli over naar de Formule 3 in het nieuwe Europese F3 Open voor het team emiliodevillota.com. Hij nam deel aan de eerste zes ronden van het seizoen voordat hij het kampioenschap verliet na de ronde op Monza in oktober, waar hij zijn beste resultaat van het seizoen behaalde. Hij eindigde als achttiende in het kampioenschap. In juni 2009 reed Buttarelli voor Carlin Motorsport in de Masters of Formula 3 op Zandvoort. Nadat hij zich op de laatste startrij kwalificeerde, eindigde hij de race ook als 31ste en laatste. In september 2009 maakte hij ook zijn debuut in het Italiaanse Formule 3-kampioenschap voor het team RC Motorsport op Imola, waar hij de races als achttiende en zeventiende finishte.
In 2010 reed Buttarelli een volledig seizoen in de Italiaanse Formule 3, oorspronkelijk voor het team Prema Powerteam. Nadat hij drie podiumplaatsen en één snelste ronde behaalde in de eerste tien races, stapte Buttarelli uit het team na de vijfde ronde in Varano. Hij wist hierna een zitje te verkrijgen bij Team Ghinzani op tijd voor de volgende ronde in Vallelunga, waar hij een podiumplaats behaalde in de tweede race. Hij eindigde het seizoen uiteindelijk op de achtste plaats.

### Auto GP
In 2011 stapt Buttarelli op naar de Auto GP voor het team Ombra Racing. Voor de eerste race van het seizoen stapte hij echter al over naar TP Formula. Met twee overwinningen eindigde hij op de achtste plaats in het kampioenschap.

### Formule 2
In 2012 rijdt Buttarelli in de Formule 2.